# Budinos
Budinos är ett konstgjort språk som konstruerats för att fungera som internationellt hjälpspråk och bygger främst på udmurtiska och ungerska men har också särdrag från finska, estniska, mariska och andra med dem besläktade språk. Språket har konstruerats av etnofuturister i Udmurtien och är avsett både som lingua franca för finsk-ugriska folk och som en konstnärlig provokation eftersom inte mer främmande språk duger, enligt finsk-ugriska etnofuturistiska kretsar, för att uttrycka den finsk-ugriska världsuppfattningen helt och fullt. Språket har tagits upp med viss entusiasm av etnofuturister och har använts för konstnärliga ändamål, inte minst i Estland.
Namnet 'budinos' kommer enligt en av upphovsmännen, Juri Perevosjtjikov, ur Herodotos 'Historia' enligt vilken herdefolket 'budinerna' levde vid floden Don. Perevosjtjikov anser budinerna vara udmurternas förfäder. 